# Oldsmobile 98
Der Oldsmobile 98 (seit 1952 ausgeschrieben als Oldsmobile Ninety Eight) war ein Auto, das von 1940 bis 1996 von Oldsmobile, einer Marke von General Motors (1897–2004), gebaut wurde. In dieser Zeit war der 98 durchgehend das Spitzenmodell von Oldsmobile und entsprach größen- und prestigemäßig dem Luxusmodell der Schwestermarke Buick und wurde, zusammen mit dem Buick Electra, nur von den Modellen der Luxusmarke Cadillac übertroffen.
In dieser langen Zeit gab es eine Reihe von Modellgenerationen, mit denen der Wagen dem Publikumsgeschmack und den Erfordernissen des Marktes angepasst wurde. Herausragend waren die Modellwechsel von 1948, als der 98 eine Karosserie in Pontonform und einen V8-Motor bekam, und von 1984, als der Wagen auf Frontantrieb und V6-Motor umgestellt wurde.

## Nummerierungssystem
1939 führte Oldsmobile für sein gesamtes Modellprogramm ein einheitliches, zweistelliges Nummernsystem ein. Die Modellbezeichnungen 60, 70, 80 und 90 standen für die Größe des Autos, ab 1942 kam eine zweite Ziffer dazu, die mit „6“ und „8“ für die Zylinderzahl des verwendeten Motors stand. Einstiegsmodell war damit der „Oldsmobile 66“ (oder „Sixty Six“), größtes und teuerstes Modell der „98“. Nur in den Modelljahren 1940, 1941 und 1946 hieß dieses Spitzenmodell „90“.
Nachdem 1951 der Oldsmobile-Sechszylinder ersatzlos aufgegeben worden war, blieben innerhalb diese Nummernsystems nur noch die Modelle 88 und 98 übrig. Von nun an war der 88 der „normale“, in seinen Ausmaßen dennoch schon recht große Oldsmobile, der 98 das noch darüber positionierte luxuriöse Spitzenmodell. Beide Modellbezeichnungen sollten langlebig sein: den 98 gab es bis 1996, den 88 bis 1999.

## Von Jahr zu Jahr

### 1940–1947
Der Nachfolger der Serie 80 hatte 1940 einen auf 3150 mm verlängerten Radstand, wurde als Serie 90 vermarktet und führte den Beinamen Custom Cruiser. Neben der 4-türigen Limousine und dem 2-türigen Coupé gab es noch ein Cabriolet, das nur 290 mal gefertigt wurde, und einen 2-türigen Phaeton, von dem nur 50 Exemplare entstanden. Der seitengesteuerte Reihenachtzylindermotor des Spitzenmodells hatte einen Hubraum von 4211 cm³ und leistete 110 bhp (81 kW) bei 3200 min−1.
Nur 1941 gab es alternativ zum Achtzylindermotor einen ebenfalls seitengesteuerten Reihensechszylinder mit 3900 cm³ Hubraum, der bei ebenfalls 3200 min−1. 100 bhp (74 kW) abgab. An den Aufbauten der Wagen hatte sich wenig verändert.
1942 hieß die Serie 98, denn der Sechszylindermotor war wieder weggefallen. Der Radstand wuchs auf 3226 mm, der Phaeton und das Coupé wurden nicht mehr angeboten, dafür eine 2-türige Limousine. Der Kühlergrill erhielt einen einzelnen, verchromten Querstab über die gesamte Fahrzeugbreite.
Am 5. Februar 1942 wurde die Fertigung kriegsbedingt eingestellt.
Ab 15. Oktober 1945 erschien das neue Modell 1946 wiederum als Serie 90 mit dem bekannten Achtzylindermotor und einem Radstand von 3175 mm. Wie bei allen neu aufgelegten Oldsmobile entsprachen auch die Karosserien denen vor dem Zweiten Weltkrieg. Der neue Kühlergrill bestand aus vier an den äußeren Enden nach unten gezogenen Chromstäben. Die Stoßfänger waren um die Fahrzeugecken herumgezogen bis zu den Radausschnitten.
1947 gab es wenig Veränderungen; nur die Bezeichnung 98 kam zurück.

### 1948–1953
1948 erschien die erste Modellgeneration der Nachkriegsjahre mit einigen Neuerungen. Der Oldsmobile 98 erhielt als eines der ersten Modelle von General Motors eine Pontonkarosserie mit integrierten vorderen Kotflügeln. Anstatt Custom Cruiser wurde der 98 jetzt als Futuramic verkauft. 1949 kam der neue V8-Motor mit obenliegenden Ventilen. Besonders dieser 4976 cm³ große Motor beeindruckte die Öffentlichkeit, da er mit seinen 135 bhp (99 kW) den schweren Wagen zu erheblich verbesserten Fahrleistungen verhalf. Dieser Motor führte im amerikanischen Fahrzeugbau zu einem Leistungswettlauf, der in den nachfolgenden 20 Jahren immer stärkere Motoren hervorbrachte.
1950 kam ein Hardtop-Coupé namens Holiday dazu und es gab zwei Ausstattungsvarianten (Standard und Deluxe). 1952 stiegen die Motorleistung auf 160 bhp (118 kW) und der Radstand von 120 auf 122 Zoll (3048 resp. 3099 mm). Im gleichen Jahr ging Oldsmobile dazu über, den Namen seines Spitzenmodells auszuschreiben: Auf 98 folgte Ninety-Eight.
1953 gab es ein leichtes Facelift und eine Leistungssteigerung auf 165 bhp (123 kW). Auf der Motorama dieses Jahres zeigte Oldsmobile ein neues Show-Modell, den Starfire. Dieses Einzelstück basierte auf dem Ninety-Eight und wies eine 5-sitzige, offene Kunststoff-Karosserie sowie eine Panorama-Frontscheibe auf. Sein Rocket V8 brachte es auf 200 bhp (149,1 kW). Außerdem bot Oldsmobile zusammen mit Cadillac (Eldorado) und Buick (Wildcat) erstmals einen sog. „Dream Car“ an. Dies waren Cabriolets, die zwar auf Großserientechnik basierten, aber stark individualisiert waren: Echte „Traumwagen“ ihrer Zeit, aber mit dem nötigen Kleingeld tatsächlich zu kaufen. Die Version von Oldsmobile hieß Fiesta und war technisch gesehen eine Version des Ninety-Eight. Es hatte eine besonders luxuriöse Ausstattung, einen Motor mit 170 bhp (127 kW), die neuartige Panorama-Scheibe und ein Preisschild mit unbescheidenen $ 5717. Ein „reguläres“ Ninety-Eight Cabriolet war mit 1868 kg gut 150 kg leichter und kostete gerade mal $ 3229. Allerdings entstanden im einzigen Produktionsjahr des 'Fiesta' nur 458 Exemplare.
Die Karosserien veränderten sich nur wenig, lediglich die kleinen runden Rückleuchten standen immer mehr nach oben aus den Kotflügeln heraus und leiteten so allmählich zur Ära der Heckflossen über.

### 1954–1960
1954 wartete der Ninety-Eight mit einer neuen, flacheren Karosserie mit kleinen Heckflossen auf. Die vorderen Stoßfängerhörner hatten die Form von Raketen angenommen. Front- und Heckscheiben waren als Panoramascheiben ausgeführt. Der V8-Motor war auf 5309 cm³ vergrößert worden und leistete 185 bhp (136 kW) bei 4000 min−1. Das Cabriolet bekam den Beinamen „Starfire“. 1955 wanderte nur der vordere Stoßfänger etwas höher und gab den Wagen so ein moderneres Aussehen. Die Motorleistung stieg auf 202 bhp (149 kW). 1956 mutierte der Kühlergrill zum Haifischmaul mit mittlerer senkrechter Chromstrebe. Die Motorleistung stieg erneut auf 240 bhp (176 kW) bei 4400 min−1.
1957 wurde das Haifischmaul im vorderen Stoßfänger etwas kleiner, die mittlere Chromstrebe fiel weg und die Heckflossen traten deutlicher hervor. Die gesamte Baureihe Ninety-Eight führte den Beinamen Starfire und wartete mit einem wesentlich vergrößerten Motor auf. Aus 6080 cm³ Hubraum schöpfte er 277 bhp (204 kW) bei 4400 min−1. 1958 zierte ein breiter Kühlergrill mit aufgedoppelten Stoßfängern und Doppelscheinwerfer die Front. Die hinteren Kotflügel waren an den Seiten mit jeweils vier verchromten Zierleisten versehen, was ihnen ein waschbrettartiges Aussehen verlieh. Die Motorleistung stieg auf 305 bhp (224 kW) bei 4600 min−1.
1959 wurde das Styling der Oldsmobile-Wagen wieder komplett überarbeitet. Die Heckflossen erreichten ihre größte Ausprägung und vorne trugen die Fahrzeuge einen breiten Kühlergrill mit weit auseinander stehenden Doppelscheinwerfern, zwischen denen Positionsleuchten angeordnet waren. In der Mitte war die Motorhaube etwas abgesenkt. Mit 5664 mm hatte die Karosserie bisher nicht gekannte Längen erreicht. Der Motor wurde erneut vergrößert und schöpfte aus 6457 cm³ Hubraum 315 bhp (232 kW) bei 4600 min−1.
1960 wurden die Heckflossen wieder kleiner und die Doppelscheinwerfer rückten näher zusammen. In diesem Jahr war ein Oldsmobile Ninety-Eight Pace Car in Indianapolis.

### 1961–1970
Der Oldsmobile Ninety-Eight des Modelljahres 1961 hatte statt Heckflossen einen spitz zulaufenden Heckabschluss. Er bekam den Beinamen Classic. Auch die Panoramascheiben waren verschwunden. Die runden Doppelscheinwerfer begrenzten den breiten Kühlergrill, in dessen unterem Drittel das Wort „Oldsmobile“ zu lesen stand. Diese Szenerie wurde vom glatten vorderen Stoßfänger und der Motorhaube umrahmt. Der 6,5 Liter-Motor legte auf 325 bhp (239 kW) zu. 1962 gab es einen einfacheren Kühlergrill und der Motor leistete 330 bhp (243 kW). 1963 wurde der Kühlergrill konturiert, sodass die Mittellinie und die Kotflügelenden etwas hervortraten, während die Doppelscheinwerfer tiefer im Kühlergrill saßen. Die runden Heckleuchten wichen schmalen, senkrecht stehenden Exemplaren. 1964 sah man kaum Veränderungen, lediglich die Hinterräder waren von den Kotflügeln fast ganz verdeckt.
1965 erhielt der Kühlergrill eine „Knochenform“ (zwischen den Doppelscheinwerfern war er etwas niedriger) und über den hinteren Radausschnitten war ein „Hüftschwung“ zu sehen. Der neue Motor hatte einen Hubraum von 6965 cm³ und lieferte 360 bhp (265 kW) bei 4800 min−1. 1966 war die Front noch etwas mehr konturiert und die Motorleistung stieg auf 365 bhp (268 kW). 1967 zeigte der Kühlergrill einen stark hervortretenden, sehr niedrigen Mittelteil und die Doppelscheinwerfer verschwanden noch tiefer in ihren Höhlen.
1968 wurde die Konturierung des Kühlergrill so verstärkt, dass sich eine regelrechte V-Form ergab. Der Kühlergrill erstreckte sich beiderseits dieser lackierten Nase. Erneut kam ein größerer Motor mit 7456 cm³ Hubraum zum Einsatz, der aber, wie sein Vorgänger, „nur“ 365 bhp (268 kW) bei 4600 min−1 leistete. 1969 wurde der Radstand um 25,4 mm (1″) auf 3226 mm vergrößert, das Styling und die Motorisierung blieben gleich. Auch 1970 gab es wenig Veränderungen.

### 1971–1976
Waren die vorhergehenden Jahre durch ständige Steigerung der Motorleistungen geprägt, so sank jetzt unter dem Eindruck der Ölkrise die Motorleistung wieder, wobei der Hubraum allerdings gleich blieb. 1971 gab es nur noch 320 bhp, 1972 waren es gar nur noch 225 bhp. 1973 stieg die Leistung wieder auf 275 bhp, um im Folgejahr auf 210 bhp zu fallen. Dabei blieb es 1975, 1976 aber wurden nur noch 190 bhp angeboten. Bei gleichbleibendem Radstand wurden die Wagen länger und schwerer als jemals zuvor. Entwicklungsziele dieser Baureihe waren Größe und Fahrkomfort, Energieeffizienz fand noch keine Berücksichtigung. Mit der Ölkrise 1973, die die USA völlig unvorbereitet traf, ließ die Nachfrage nach großen Straßenkreuzern schlagartig nach. Der Oldsmobile 98, als typischer Vertreter dieses Autotyps, war von dem daraus resultierenden Nachfrageeinbruch unmittelbar betroffen.
Auch stilistisch änderte sich wenig. Zeigten sich die runden Doppelscheinwerfer schon 1971 in rechteckigen Rahmen, so wurden sie 1976 ganz durch rechteckige Exemplare ersetzt. Auch der langsam unmodern werdende Hüftschwung hielt sich beim Oldsmobile 98 durch all die Jahre.

### 1977–1984
Es dauerte drei Jahre, bis der schwerfällig agierende General Motors-Konzern auf die veränderten Verhältnisse reagierte. Im Herbst 1976 erschienen alle großen 1977er-Modelle in neuer und erstmals verkleinerter Form. Durch eine verbesserte Raumausnutzung blieb das Platzangebot im Innenraum unverändert. Der Ninety-Eight war nur noch als 2-türiges Coupé oder 4-türige Limousine erhältlich. Der 7,5 Liter-Motor hatte einem V8-Motor mit 5735 cm³ Hubraum Platz gemacht, der bei 3800 min−1 170 bhp (125 kW) leistete. Auf Wunsch gab es auch einen V8-Motor mit 6603 cm³ Hubraum der es auf 185 bhp (136 kW) bei 3600 min−1 brachte. Das Modelljahr 1978 brachte wenig Veränderungen in Erscheinungsbild und Technik. Neu war der auf Wunsch erhältliche Dieselmotor (s. u.). Auch 1979 beschränkten sich die Änderungen auf den Kühlergrill – und die Benzinmotoren waren bei gleichem Hubraum etwas schwächer: der kleine V8 leistete noch 160–165 bhp (118–121 kW), der große 175 bhp (129 kW).
1980 stand wieder ein kleines Facelift an, die Linien wurden etwas weicher, die Motorhaube vorne abgesenkt und die vorderen Blinkleuchten wanderten von ihrem bisherigen Platz unter den rechteckigen Scheinwerfern in die Stoßstange. Der 5,7 Liter-Motor, beim vorherigen Modell noch Grundausstattung, war auf Wunsch als stärkste Variante mit 160 bhp (118 kW) verfügbar; die neue Grundausstattung war ein V8-Motor mit 5031 cm³ Hubraum und 150 bhp (110 kW) bei 3600 min−1.
1981 gab es, wie jedes Jahr, einen Kühlergrill mit neuem Muster und der bisherige Serienmotor wurde zur Sonderausstattung, wobei er auch noch 10 bhp auf 140 bhp (103 kW) einbüßte. Neuer Serienmotor war erstmals seit 1941 wieder ein Sechszylinder, diesmal ein V6 mit 4130 cm³ Hubraum und 125 bhp (92 kW) bei 4000 min−1. Auch 1982 und 1983 beschränkten sich die Veränderungen auf das Erscheinungsbild des Kühlergrills. 1984 fiel der V6 wieder weg, womit der 5,0 Liter-V8 wieder zur Serienausstattung gehörte. Die Wagen hatten (imitierte) Speichenräder und das Oldsmobile-Emblem prangte auch auf den senkrechten Rückleuchten.

#### Diesel
1978 brachte Oldsmobile als erster US-Serienhersteller einen Dieselmotor für Pkw heraus, 40 Jahre nachdem der erste Diesel-PKW serienmäßig in Deutschland gebaut wurde. Er wurde aus dem V8-Ottomotor mit  5735 cm³ (350 cui) entwickelt. Zunächst leistete er 120 bhp (88 kW) bei 3200 min−1. Im Folgejahr stieg die Leistung auf 125 bhp (92 kW), ab 1980 waren es nur noch 105 bhp (77 kW). Der gleiche Motor wurde auch in den Modellen Delta 88 und Custom Cruiser angeboten. So recht durchsetzen konnte sich aber das leistungsschwache und nicht besonders sparsame Aggregat (14,5 Liter/100 km) nicht, da die Benzinpreise in den USA, obwohl durch die Ölkrise gestiegen, noch deutlich unter denen in Europa lagen.
Oldsmobiles Dieselmotor gilt mittlerweile als Sinnbild der Malaise Era. Der Motor war unzuverlässig: Ein Konstruktionsfehler am Zylinderkopf, der im Wesentlichen vom gleich großen Ottomotor übernommen worden war, führte zu Defekten im Praxisbetrieb. Das Dieselmotorenprogramm wurde zu „einem der größten Desaster in der Geschichte des Konzerns“. Es kam zu Sammelklagen betroffener Käufer, an deren Ende General Motors verpflichtet wurde, bis zu 80 Prozent der Kosten für Austauschmotoren zu übernehmen. Bereits 1980 war der Ruf der Dieselmotoren nachhaltig beschädigt.

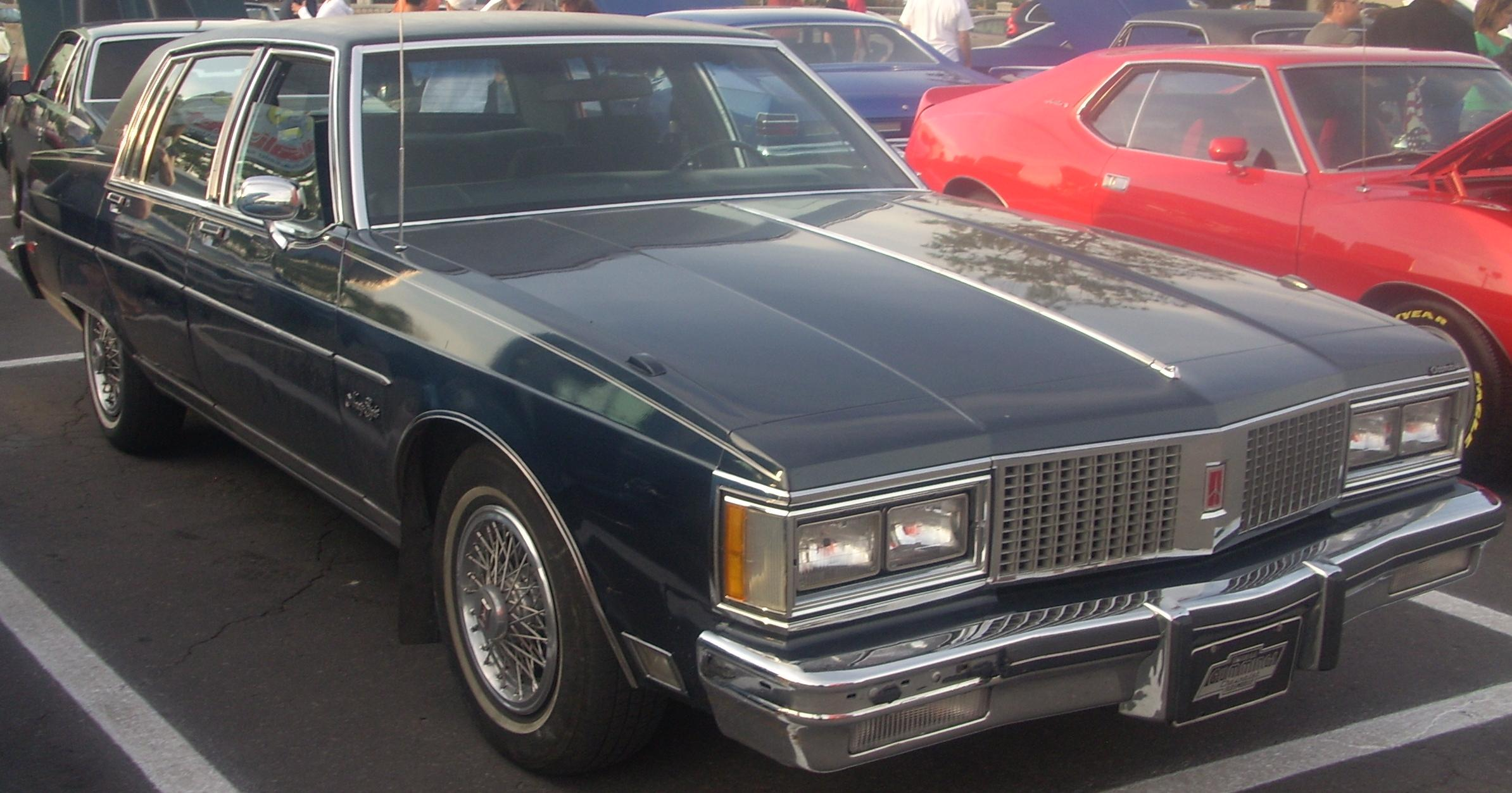
Ninety Eight (1980–1984)
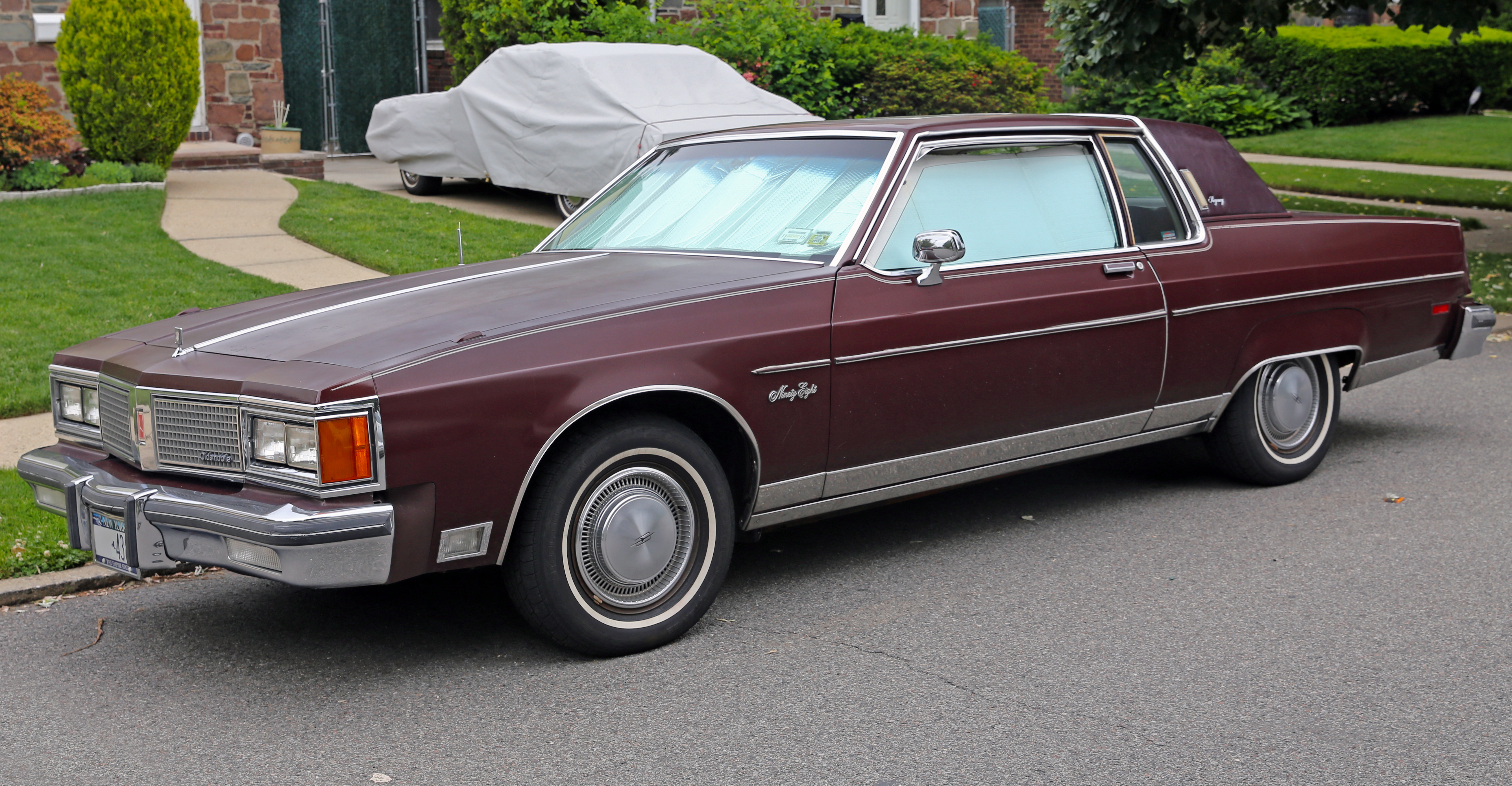
Coupé
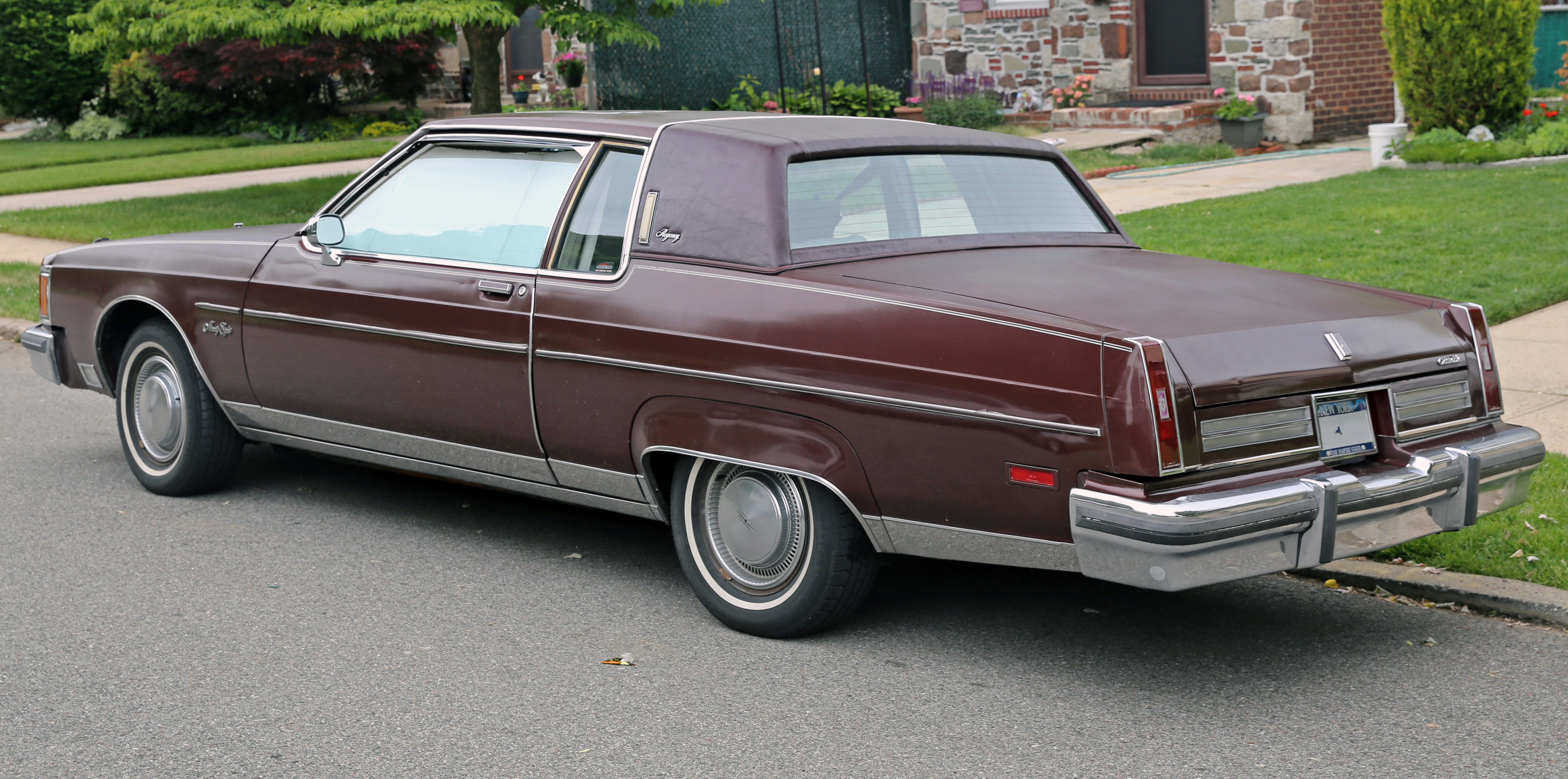
Heckansicht

### 1984–1990
Die 1977 erschienene Modellreihe war nur eine vorläufige Reaktion auf die gestiegenen Ölpreise. Bei General Motors war man zu der Erkenntnis gelangt, dass Fahrzeuge mit dem bisherigen konventionellen Konzept nicht die erforderliche Sparsamkeit erbringen konnten, wenn sich Fahrleistungen und Platzangebot weiterhin auf einem akzeptablen Niveau bewegen sollten. Daher wurde beschlossen, das gesamte Modellprogramm auf Frontantrieb umzustellen – auch bei den großen Modellen. Nachdem mit dem kompakten Chevrolet Citation 1979 der Anfang gemacht worden war und 1982 das Mittelklassemodell Chevrolet Celebrity folgte, erschienen 1984 auch die großen Modelle in neuer Form.
Der neue Ninety-Eight war wesentlich kleiner dimensioniert als sein Vorgänger und besaß eine vergleichsweise unauffällige Karosserie. Angetrieben wurde er im ersten Jahr von einem V6-Motor mit 2966 cm³ Hubraum, der nur 110 bhp (81 kW) bei 4800 min−1 lieferte. Auf Wunsch war auch ein 3785 cm³ großer V6-Motor mit Benzineinspritzung, der von der Schwestermarke Buick stammte, verfügbar. Er leistete immerhin 125 bhp (92 kW) bei 4400 min−1. Ebenfalls wurde 1984 ein kleinerer Diesel-V6 angeboten, der aus 4293 cm³ magere 85 bhp (62,5 kW) zog. Der Oldsmobile 98 und das Schwestermodell, der Park Avenue, waren sich in ihrer äußerlichen Erscheinung sehr ähnlich. Der Oldsmobile Ninety-Eight war als 2- oder 4-türige Limousine erhältlich.
Dieser mit großem Aufwand vorbereitete Modellwechsel entwickelte sich für General Motors mit dem Oldsmobile Ninety-Eight zu einer Katastrophe. Die verbliebene Kundschaft sah nicht ein, weshalb sie für ein kleineres und leistungsschwächeres Modell genauso viel Geld ausgeben sollte wie für ein größeres, prestigeträchtigeres Modell, so dass jüngere Käuferschichten auf Modelle von Mercedes oder BMW umstiegen. Der Oldsmobile Ninety-Eight dieser Modellreihe war insofern beispielhaft für die Fehleinschätzung der Marktlage von General Motors.
Im Folgejahr wurden der kleine Vergaser-V6 und der Diesel nicht mehr angeboten, weil sie sich auch für den verkleinerten Wagen als zu schwach erwiesen hatten. Der Einspritzer leistete 140 bhp (103 kW). Erstmals wurde ein ABS angeboten. 1987 stieg die Motorleistung weiter auf 150 bhp (110 kW).

1987 gab es einen überarbeiteten Motor, der aus nach wie vor 3,8 Litern Hubraum dank sequentieller Einspritzung 165 bhp (121 kW) bei 4800 min−1 zog. In den Folgejahren 1988–1990 kam es kaum zu Veränderungen.

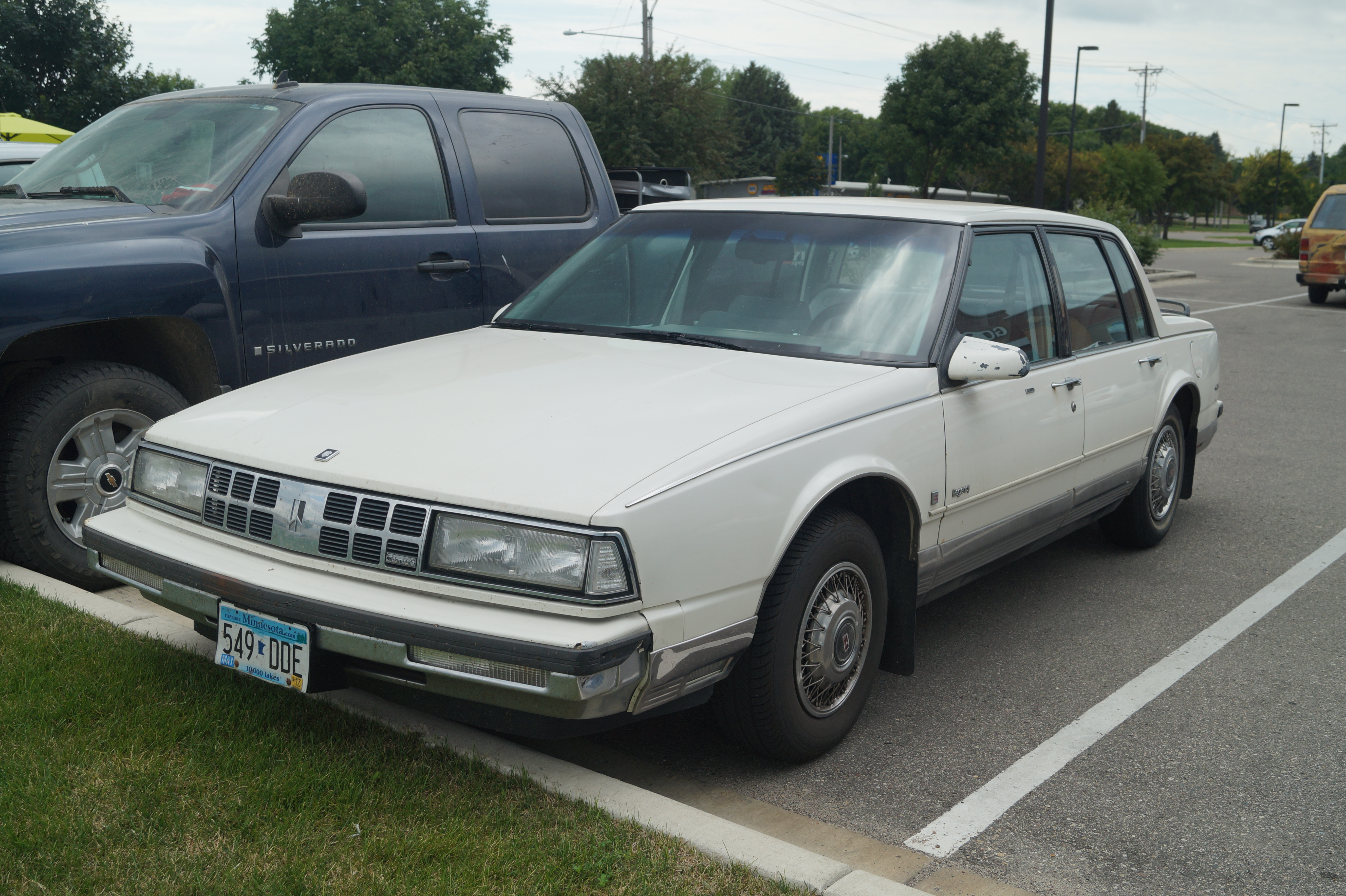
Ninety Eight Limousine (Facelift, 1987–1990)
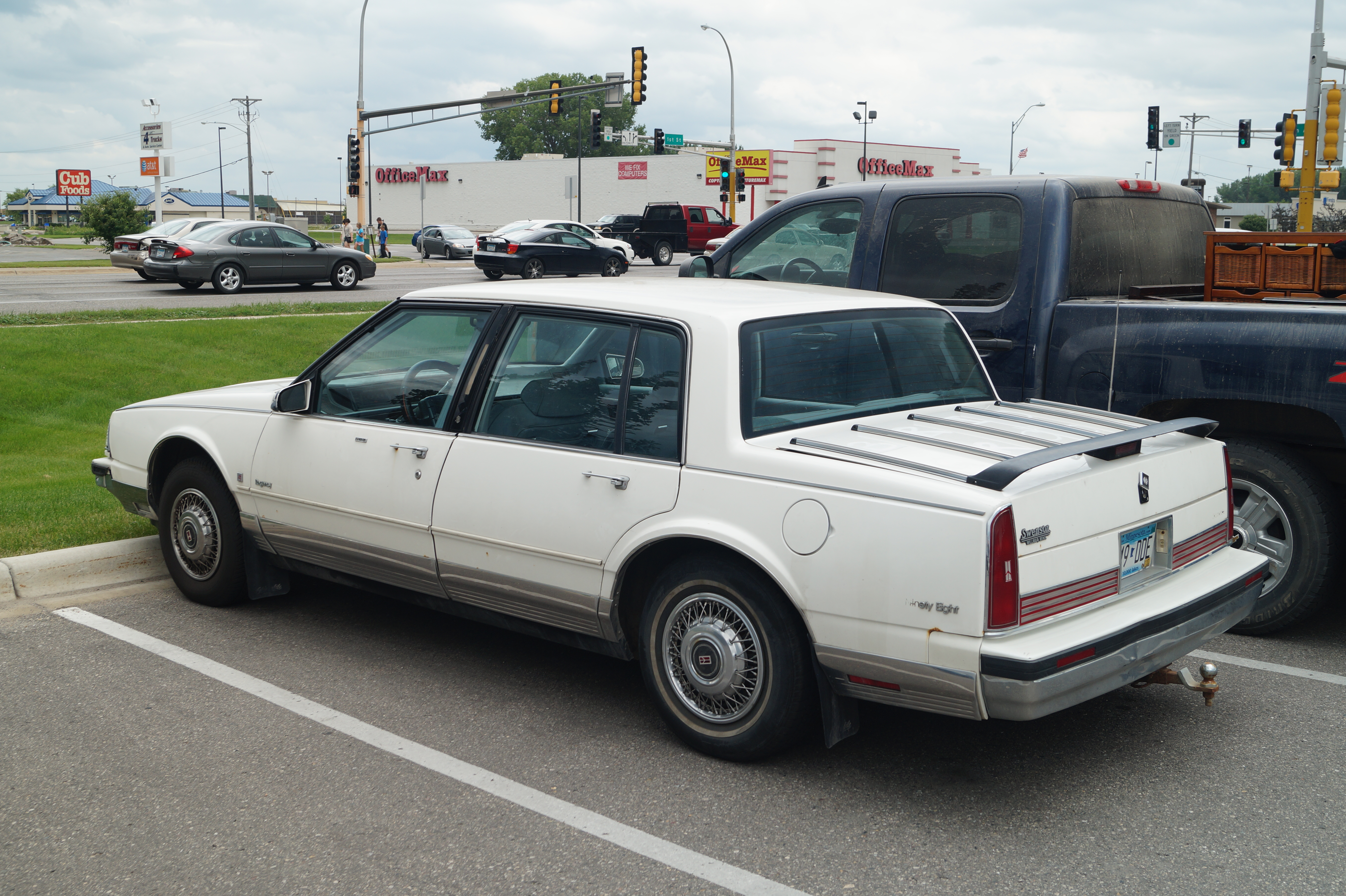
Heckansicht

### 1990–1996
Einen letzten Versuch zur Rettung des Modells Ninety-Eight unternahm Oldsmobile im Jahr 1990. Unter Beibehaltung der technischen Auslegung des Vorgängers erhielt er eine neue Karosserie, die etwas größer dimensioniert und nur als viertürige Limousine lieferbar war. Der angebotene 3,8-Liter-Motor leistete 170 bhp (125 kW) bei 4800 min−1. Einen wirklichen Erfolg erzielte auch dieses Modell nicht mehr. 1994 erschien das Modell Aurora, das wesentlich moderner konzipiert war und der Marke wieder zu einem jugendlicheren und dynamischeren Image verhelfen sollte.
1995 gab es den Ninety-Eight mit einem nochmals deutlich stärkeren Motor, der bei unverändertem Hubraum 205 bhp (151 kW) bei 5200 min−1 abgab. Auf Wunsch war dieser Motor auch mit Turbolader lieferbar und leistete in dieser Version 225 bhp (165 kW) bei 5000 min−1. Im letzten Produktionsjahr wurde die Turboversion nicht mehr angeboten.
Ab 1997 fungierte der Aurora als Nachfolgemodell für den Oldsmobile Ninety-Eight.

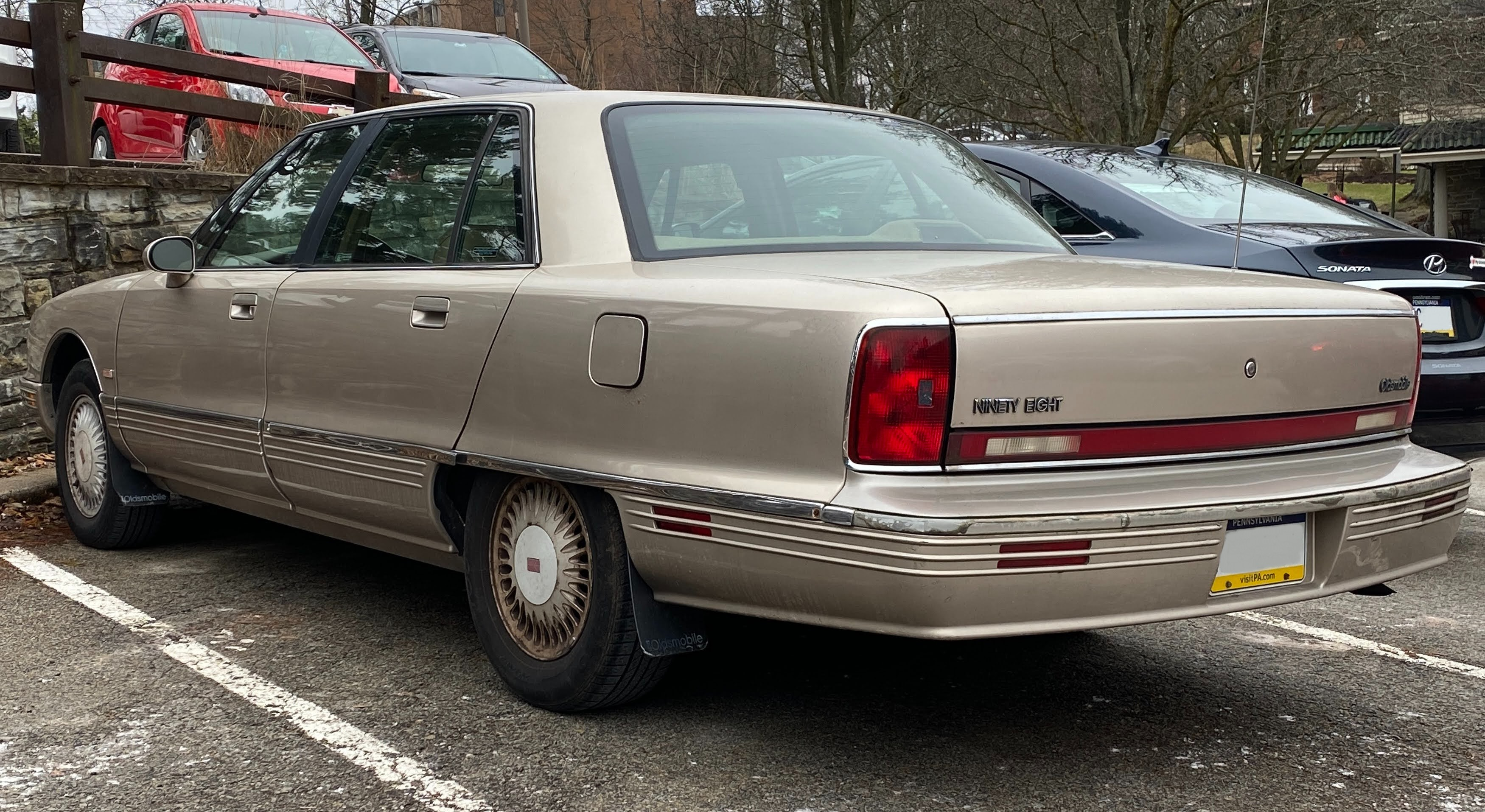
Heckansicht